# NGC 3193
NGC 3193 é uma galáxia elíptica (E2) localizada na direcção da constelação de Leo. Possui uma declinação de +21° 53' 38" e uma ascensão recta de 10 horas, 18 minutos e 24,8 segundos.
A galáxia NGC 3193 foi descoberta em 12 de Março de 1784 por William Herschel.